# Гессен-Кассельське ландграфство
Гессен-Кассельське ландграфство або Гессен-Кассель (нім. Landgrafschaft Hessen-Kassel, протягом існуван писалось нім. Hessen-Cassel) — німецьке імперське князівство, що існувало з 1567 по 1866 рік. Гессен-Кассель як окрема держава утворилася в ході поділу Гессенського ландграфства після смерті гессенського володаря — Філіппа I в 1567 році. Його володіння було поділено між синами. Старший син — Вільгельм IV отримав північну частину ландграфства зі столицею в Касселі, що отримало назву Гессен-Кассель.
В 1803 році Гессен-Кассель було перетворено на курфюрство Священної Римської імперії під назвою Гессенське курфюрство або Кургессен. У 1806 році Наполеон позбавив влади курфюрста Вільгельма I та приєднав території Гессен-Касселя до Вестфальського королівства, на чолі котрого перебував брат Наполеона — Жером. Після відновлення Гессенського курфюрства у 1813 році, Вільгельм I започаткував орден Залізного шолому в пам'ять про звільнення Гессен-Касселя від наполеонівських військ. У 1866 році Гессен-Кассель був анексований Пруссією, увійшовши до складу провінції (нім. Hessen-Nassau). В наш час землі колишнього курфюрства складають частину території федеральної землі Гессен.

## Історія

### Гессен-Кассель у XVII—XVIIIст.
З часів реформації Гессенський дім, попри деякі окремі винятки, дотримувався протестантизму. Дружини ландграфів Філіппа I, Вільгельма V та Моріса походили від чеського короля Їржі з Подєбрад. Після Вільгельма VI, матері правителів Гессен-Касселя походили з роду Вільгельма I Оранського — лідера Нідерландської революції. В 1604 році Гессен-Кассель розширився за рахунок приєднання Гессен-Марбурга, правляча династія котрого обірвалася після смерті ландграфа Людвіга VI. Під час Тридцятирічної війни кальвіністський Гессен-Кассель був послідовним союзником Швеції. Вільгельм V, а після його смерті в 1637 році, його вдова-регентша Амелія Ганауська (онука Вільгельма І Оранського), підтримували Францію та Швецію, постачали війська та підтримували гарнізони, що призвело до окупації Гессен-Касселя імперськими військами. За Вільгельма VI по Вестфальському мирному договору 1648 року були приєднані частина графства Шаумбург і абатство Гершфельд.
За правління Фрідріха I, котрий з 1720 року став королем Швеції, одружившись з Ульрікою Елеонорою, сестрою Карла XII, Гессен-Кассель увійшов у персональну унію зі Швецією, що діяла з 1730 по 1751 рік. В цей час державою керував молодший брат Фрідріха I — принц Вільгельм, який після 1751 року правив під ім'ям Вільгельма VIII до 1760 року. Він захоплювався мистецтвом: зібрана ним колекція картин, не поступалася колекції саксонських правителів, яка пізніше утворить основу Дрезденської картинної галереї.

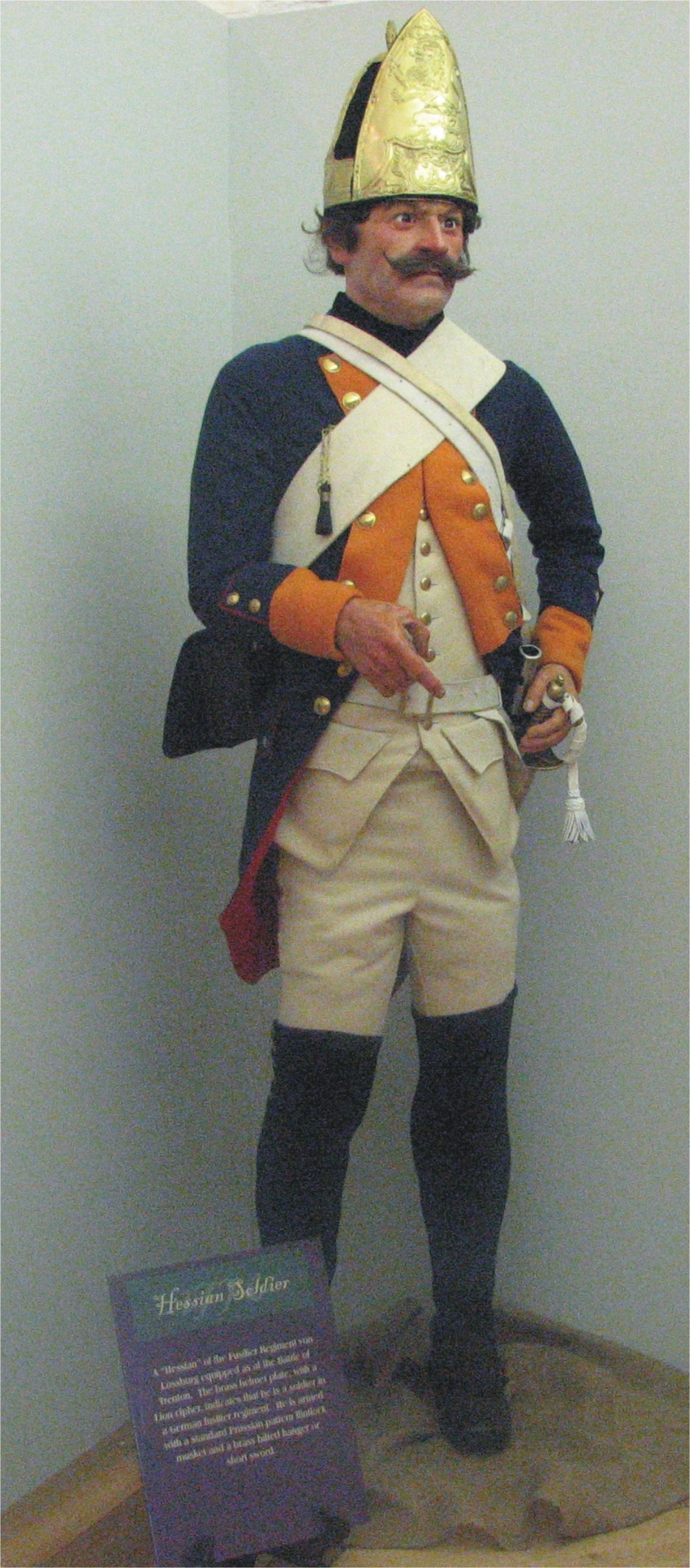
Гессенський солдат

Гессен-Кассель також увійшов в історію як держава, що займалася здачею в оренду власного війська. Зокрема, протягом XVIII ст. правителі Гессен-Касселя утримували військо, яке складало 7 % від усього населення. Фрідріх II, наступник Вільгельма VIII, надав за грошову субсидію значну військову допомогу своєму племіннику — британському королю Георгу III в боротьбі з північноамериканськими колоніями. В національну пам'ять американців гессенські солдати увійшли як символ німецьких найманців на британській службі. На отриманні за війська кошти Фрідріх II підтримував свій розкішний спосіб життя.

### Гессен-Кассель у XIX ст
Під час німецької медіатизації 1803 року Гессен-Кассель було перетворено на Курфюрство Гессен. Тим самим, статус правителя Вільгельма IX підвищився і він став курфюрстом Вільгельмом I.
Як помста за підтримку Пруссії землі Вільгельма I у 1807 році були включені до складу Вестфальського королівства на чолі котрого стояв Жером Бонапарт. Після поразки Наполеона, Вільгельм I зберіг свій титул курфюрста. Після 1813 року Гессен став незалежною державою, а в 1815 році вступив у Німецький союз. У 1817 році Вільгельм I дав країні конституцію. У 1821 році йому спадкував син Вільгельм II, котрий у 1831 році дав нову конституцію та передав управління країною курпринцу (спадкоємцю престолу) як соправителю. В 1847 році курпринц став курфюрстом під ім'ям Фрідріха Вільгельма I. Заворушення, що виникли в Гессен-Касселі у зв'язку з цим, а також революцією 1848 року, тривали до 1850 року і були придушенні за допомоги прусських та австрійських військ, після чого була скасована свобода преси і запровадженні військові суди. В 1852 році була скасована конституція 1831 року з поправками 1848 та 1849 років. З 1854 року як в гессенських, так і німецьких газетах розпочалась агітаційна кампанія за відновлення конституції 1831 року. В 1862 році ця конституція була відновлена з одночасним прийняттям виборчого
закону 1849 року. Під час австро-прусської війни Гессен-Кассель був союзником Австрійської імперії. В тому ж році курфюрство зайняли прусські війська, а сам курфюрст був відвезений до Штеттина. Після цього Гессен, разом з Нассау і Франкфуртом, в 1866 році увійшов до складу прусської провінції Гессен-Нассау.

### XX століття
Після Листопадової революції 1918 року Гессен-Нассау продовжував лишатися провінцією Пруссії, яка стала називатися «Вільна держава Пруссія» після встановлення республіканської форми правління. Після розгрому Третього Рейху в період 1945—1949 років Гессен-Нассау став частиною американської окупаційної зони. 19 вересня 1945 року разом з Гессен-Дармштадтом увійшов до складу землі Великий Гессен (нім. Gross-Hessen), що була утворена окупаційною адміністрацією. Великий Гессен було перетворено в 1949 році на федеральну землю Гессен у складі ФРН.

## Державний устрій

### Ландграфи
- 1730—1751: Фредерік I (король Швеції)

## Нотатки
1. ↑  Після німецької реформи правопису на початку XX століття місто Cassel стало Kassel (у 1926 року[1]), через довгий час після припинення існування самого Гессен-Касселя.